# Chrysosplenium chinense
Chrysosplenium chinense là một loài thực vật có hoa trong họ Saxifragaceae. Loài này được (H.Hara) J.T.Pan miêu tả khoa học đầu tiên năm 1986.